# Хундсбах
Хундсбах (њем. Hundsbach) општина је у њемачкој савезној држави Рајна-Палатинат. Једно је од 119 општинских средишта округа Бад Кројцнах. Према процјени из 2010. у општини је живјело 404 становника. Посједује регионалну шифру (AGS) 7133049.

## Географски и демографски подаци
Хундсбах се налази у савезној држави Рајна-Палатинат у округу Бад Кројцнах. Општина се налази на надморској висини од 345 метара. Површина општине износи 7,5 km². У самом мјесту је, према процјени из 2010. године, живјело 404 становника. Просјечна густина становништва износи 54 становника/km².